# 沐石河街道
沐石河街道，是中华人民共和国吉林省长春市九台区下辖的一个乡镇级行政单位。2001年1月，原卢家乡并入沐石河街道。有第二松花江支流沐石河过境。

## 行政区划
沐石河街道下辖以下地区：
沐石河社区、横道沟村、康家村、张家村、于家村、常家村、桦树村、永安村、沐石河村、拉腰子村、太和村、八家子村、前梨村、后梨村、椴树村、曹家村、八棵树村、卢家村、碾子沟村、孤家子村、杨树村、齐家村、前央村、段家村、河南村、梁家村、先锋村和赵家村。